# ジャマーカス・ウェブ
ジャマーカス・ウェブ（J'Marcus Webb 1988年8月8日- ）はテキサス州フォートワース出身の元アメリカンフットボール選手。ポジションはオフェンシブタックル。

## 経歴
当初、テキサス大学に進学し、2006年の1年次には全12試合に出場した。2007年にナヴァロ・コミュニティカレッジ、2008年にウェスト・テキサスA&M大学に転校し左レフトタックルとして全13試合に先発出場した。2009年にはAP通信よりNCAA2部校、3部校の選手によるサードチームに選ばれている。
2010年のNFLドラフト7巡でシカゴ・ベアーズに指名され、4年契約を結んで入団した。
2010年、12試合で右タックルで先発出場を果たした。
2011年8月のトレーニングキャンプで熱中症にかかった。その日の気温は華氏91度（摂氏32.8度）であった。この年、自身の責任により14サックを相手ディフェンスに許している。
2012年、開幕前にクリス・ウィリアムズとポジションを争い勝利した。第2週のグリーンベイ・パッカーズ戦ではその試合で4インターセプト、7サックを喫した、QBジェイ・カトラーから試合中にサイドラインで怒鳴られ、押しのけられた。ベアーズでは3シーズンで先発44試合を含む46試合に出場した。
2013年、ベアーズがジャーモン・ブッシュロッドを獲得したことから右タックルにコンバートされることとなった。8月30日、ベアーズからウェーバーに出され、9月1日、ミネソタ・バイキングスに加入した。
2014年、5月19日、カンザスシティ・チーフスと契約を結んで入団した。
2015年、4月2日、オークランド・レイダースと契約を結んで入団した。
2016年3月15日、シアトル・シーホークスと2年契約を結んだ 。
2018年7月30日にインディアナポリス・コルツと契約した。2019年4月5日にコルツと再契約したが、8月31日にカットされた。
9月6日にマイアミ・ドルフィンズと契約を結んだ。
2020年12月12日にコルツと契約した。